# Михеев, Владимир Михайлович
Влади́мир Миха́йлович Михе́ев (1915—1986) — майор Советской Армии, участник Великой Отечественной войны, Герой Советского Союза (1943).

## Биография
Родился 24 июля 1915 года в селе Малые Манадыши (ныне — Атяшевский район Мордовии). Окончил начальную школу. В 1937—1940 годах проходил службу в Рабоче-крестьянской Красной Армии, участвовал в боях на озере Хасан. В 1941 году повторно был призван в армию. В том же году он окончил курсы политсостава. С июля 1942 года — на фронтах Великой Отечественной войны. К январю 1943 года лейтенант Владимир Михеев был заместителем по политчасти командира роты автоматчиков 128-го стрелкового полка 29-й стрелковой дивизии 64-й армии Юго-Западного фронта. Отличился во время Сталинградской битвы.
В ночь с 10 на 11 января 1943 года разведгруппа во главе с Михеевым проникла в балку Мокрая и, сняв часовых, забросала гранатами немецкие землянки, очистив тем самым всю балку от противника. Это позволило всему полку продвинуться на пять километров вперёд и захватить балку Песчаная. 23-27 января 1943 года разведгруппа из шестнадцати человек во главе с Михеевым захватила восемнадцать укреплённых блиндажей. 4 артиллерийских орудия, уничтожила 165 солдат и офицеров противника, а ещё 277 взяла в плен. В тех боях лично уничтожил расчёты трёх дзотов, 60 солдат и офицеров, ещё 85 взял в плен.
Указом Президиума Верховного Совета СССР «О присвоении звания Героя Советского Союза начальствующему и рядовому составу Красной Армии» от 18 мая 1943 года за «образцовое выполнение боевых заданий командования на фронте борьбы с немецкими захватчиками и проявленные при этом отвагу и геройство» лейтенант Владимир Михеев был удостоен высокого звания Героя Советского Союза с вручением ордена Ленина и медали «Золотая Звезда» за номером 881.
В 1946 году был уволен в запас в звании майора. 
Проживал в Куйбышеве, после окончания совпартшколы и Куйбышевского педагогического института работал в органах МВД СССР. Скончался 19 апреля 1986 года, похоронен на Рубёжном кладбище Самары.

## Награды
- Медаль «Золотая Звезда» (18.05.1943)[3]
- Орден Ленина (18.05.1943)[3]
- Орден Красного Знамени (01.05.1943) (03.02.1943)[3]
- Орден Красного Знамени (11.05.1945)[3]
- Орден Красной Звезды (12.08.1943)[3]
- Орден Отечественной войны I степени (06.04.1985)[4]
- Медаль За оборону Сталинграда (22.12.1942)[3]
- Медаль За взятие Будапешта (?)
- Медаль За победу над Германией в Великой Отечественной войне 1941—1945 гг. (09.05.1945)[3]

## Память

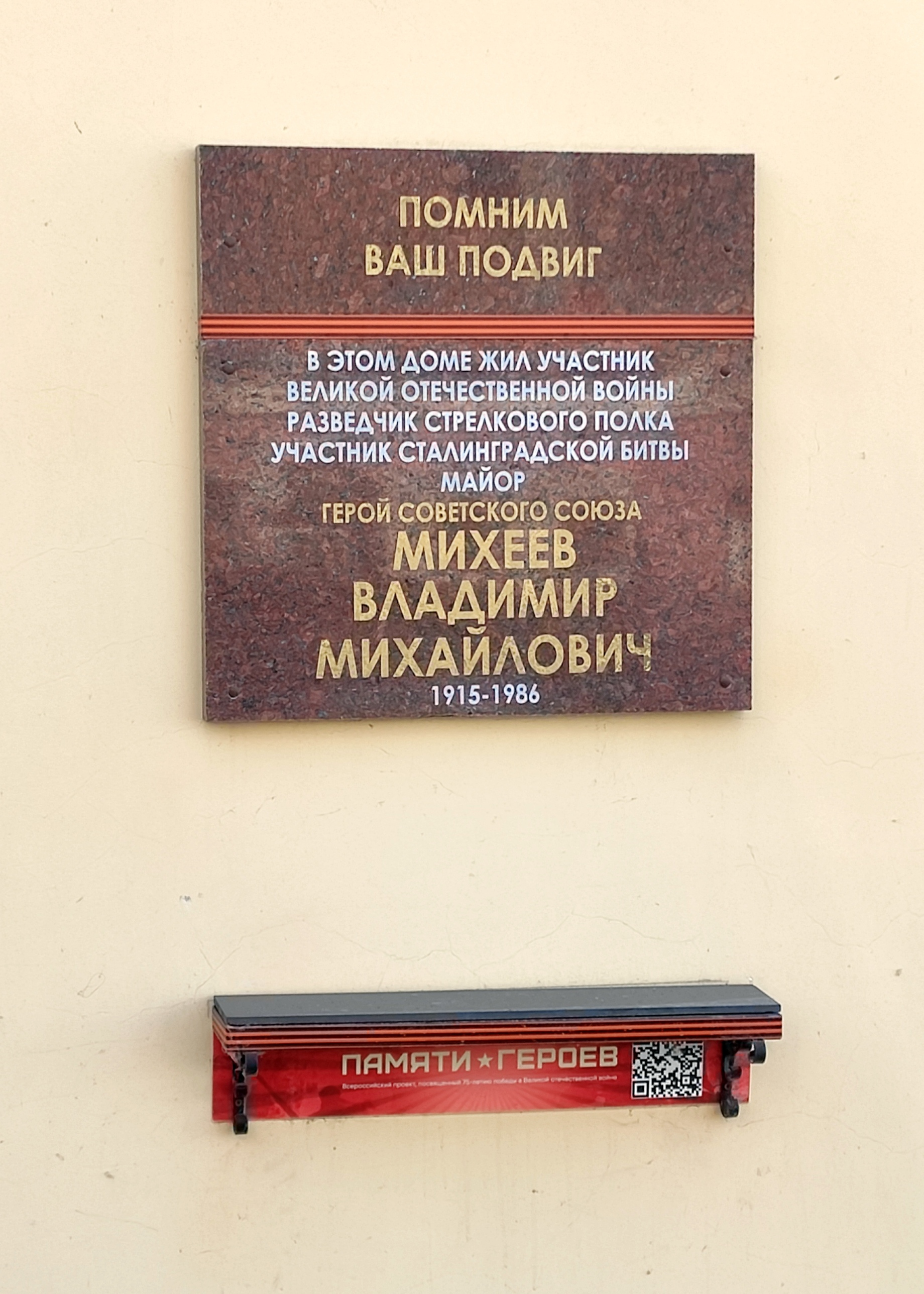
Мемориальная доска памяти В. М. Михеева на доме № 1 по Ленинградской улице в Самаре

- Мемориальная доска памяти В. М. Михеева установлена на доме № 1 по Ленинградской улице в Самаре, где он жил
- 10 ноября 2017 года в Самаре на доме № 47 по улице Льва Толстого была открыта мемориальная доска памяти трёх Герое Советского Союза (включая В. М. Михеева) - выпускников Куйбышевского педагогического института [5]